# Jindřich Kakos
Jindřich Kakos (ur. 11 lutego 1912, zm. 20 września 1971) – czechosłowacki szermierz, brązowy medalista mistrzostw świata.
Podczas mistrzostw świata w Pieszczanach w 1938 roku reprezentacja Czechosłowacji w składzie: Hervarth Frass von Friedenfeldt, Jiří Jesenský, Jindřich Kakos, Bohuslav Kirchmann, Zdenko Rybka i František Vohryzek zdobyła brązowy medal we florecie drużynowym.
Został zgłoszony do startu we florecie drużynowym na igrzyskach olimpijskich w Berlinie w 1936 roku, jednak ostatecznie nie wystąpił. Brał udział w igrzyskach olimpijskich w Londynie w 1948 roku, gdzie w szabli drużynowej dotarł do ćwierćfinałów. 